# Romantismo

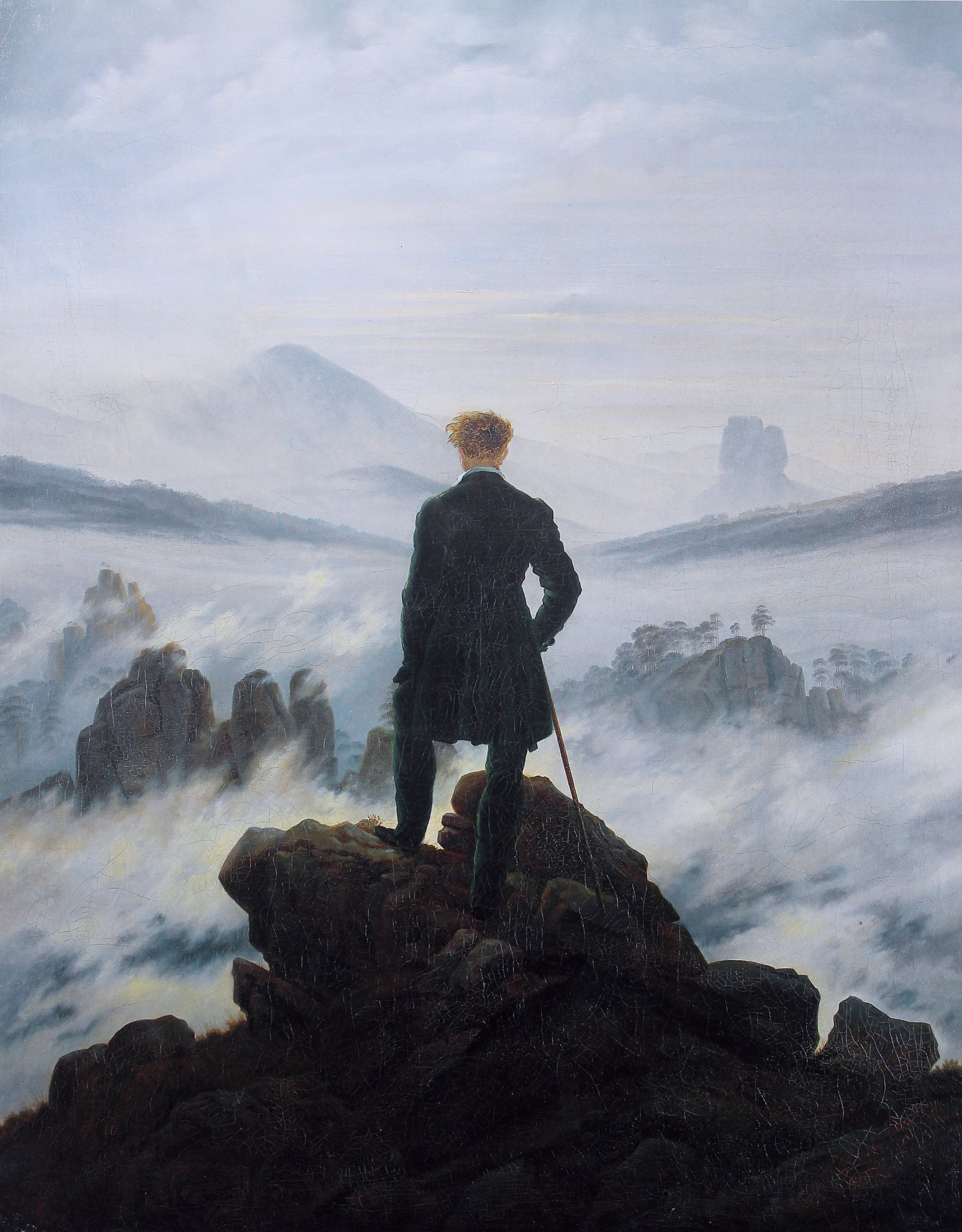
Caspar David Friedrich, Andarilho acima do Mar de Nevoeiro, 1818

O romantismo (também conhecido como movimento romântico ou definidor de uma era romântica) é um movimento artístico e intelectual que se originou na Europa no final do século XVIII. Na maior parte da Europa, atingiu o seu auge entre aproximadamente 1800 e 1850. O romantismo caracterizou-se pela ênfase na emoção e individualismo, bem como na glorificação do passado e da natureza, preferindo o medieval ao clássico. Ele foi em parte uma reação à Revolução Industrial e à ideologia predominante da Era do Iluminismo, especialmente a racionalização científica da Natureza. Foi incorporado mais fortemente nas artes visuais, na música e na literatura; também teve um grande impacto na historiografia, na educação, no xadrez, nas ciências sociais e nas ciências naturais. Teve um efeito significativo e complexo na política: o pensamento romântico influenciou o conservadorismo, o liberalismo, o socialismo utópico, o radicalismo e o nacionalismo.
O movimento enfatizou a emoção intensa como uma fonte autêntica de experiência estética. Concedeu uma nova importância às experiências de simpatia, admiração, admiração e terror, em parte ao naturalizar essas emoções como respostas ao "belo" e ao "sublime". Os românticos enfatizaram a nobreza da arte popular e das práticas culturais antigas, mas também defenderam a política radical, o comportamento não convencional e a espontaneidade autêntica. Em contraste com o racionalismo e o classicismo do Iluminismo, o Romantismo reviveu o medievalismo e justapôs uma concepção pastoral de um passado europeu mais "autêntico" com uma visão altamente crítica das mudanças sociais recentes, incluindo a urbanização, provocadas pela Revolução Industrial .
Muitos ideais românticos foram articulados pela primeira vez por pensadores alemães no movimento Sturm und Drang, que elevou a intuição e o sentimentalismo acima do racionalismo iluminista. Os acontecimentos e ideologias da Revolução Francesa também tiveram influência direta no movimento; muitos dos primeiros românticos em toda a Europa simpatizaram com os ideais e conquistas dos revolucionários franceses. O romantismo celebrou as conquistas de indivíduos "heroicos"―especialmente artistas, que começaram a ser representados como líderes culturais (um luminar romântico, Percy Bysshe Shelley, descreveu os poetas como os "legisladores não reconhecidos do mundo" em sua "Defesa da Poesia"). O romantismo também priorizou a imaginação única e individual do artista acima das restrições da forma clássica. Na segunda metade do século XIX, o realismo surgiu como uma resposta ao romantismo e foi, de certa forma, uma reação contra ele. O romantismo sofreu um declínio geral durante este período, visto que foi ofuscado por novos movimentos culturais, sociais e políticos, muitos deles hostis às ilusões e preocupações percebidas dos românticos. No entanto, teve um impacto duradouro na civilização ocidental, e muitos artistas e pensadores "românticos", "neorromânticos" e "pós-românticos" criaram as suas obras mais duradouras após o fim da Era Romântica como tal.

## Etimologia e desenvolvimento conceitual
O conjunto de palavras com raiz "romana" nas diversas línguas europeias, como "romance" e "romanesco", tem uma história complicada. No século XVIII, as línguas europeias―nomeadamente o alemão, o inglês, o francês e o russo―utilizavam o termo "romance" no sentido de uma obra de ficção narrativa popular, como uma novela. Este uso derivou do termo "línguas românicas", que se refere à linguagem vernácula (ou popular) em contraste com o latim formal. A maioria desses romances assumiu a forma de "romance de cavalaria", contos de aventura, devoção e honra.
O conceito de "romântico", nas palavras em inglês romantick e em alemão romantisch, ligadas assim aos romances medievais, surgiu antes do conceito de "romantismo" como uma escola literária definida; progressivamente no século XVIII, histórias de horror e amor passaram a se associar aos romances de cavalaria, formando sobre o termo uma conotação de gênero sentimental, e o campo semântico do adjetivo passou a indicar aquilo que tinha características de narrativa. E no século XVII, "Romantische" também foi uma palavra utilizada para se referir a pinturas de paisagem, evocando suas qualidades emotivas. Foi com a crítica literária de pensadores alemães no final do século XVIII que ganhou corpo o seu significado secundário de "crítico à civilização" ou à sociedade, ao mesmo tempo tornando-o uma categoria histórica-filosófica, em que se situava o "romântico" em contraposição ao "clássico" da Antiguidade. Enfim, passou a ser considerado um tipo distinto de gênero literário e artístico em geral.
Considera-se que três obras declaradamente programáticas foram fundantes do romantismo no ano de 1798: O Pólen de Novalis; os Fragmentos de Friedrich Schlegel na revista Athenaeum, e as Baladas Líricas de Wordsworth e Coleridge.
Apesar de chamados de "classicistas de Weimar", foram Wieland, Herder, Goethe e Schiller que lançaram o termo romantisch em uma grande discussão literária na Alemanha. Goethe afirma que fora ele e Schiller quem inventaram a distinção entre classicismo e romantismo e, apesar de suas diversas críticas contra o romantismo em vida, importantes obras de Goethe foram consideradas românticas ou serviram de plataforma inspiradora para o romantismo.
Inicialmente, toda poesia de uma tradição que não derivava da clássica e que era a fim aos temas da cavalaria e do cristianismo era chamada de romântica, o que se encontra nos primeiros compêndios de história da literatura, como os de Johann Gottfried Eichhorn (1799) e de Friedrich Bouterwek (1801-1805). Este último utilizou o termo "altromantisch" para composições da Idade Média, e "neuromantisch" para autores da Renascença. A distinção tipológica propriamente dita, que delimitava o romântico em contraste ao clássico, se iniciou com autores como Herder e Schiller, mas foi formulada principalmente com os irmãos Schlegel, que expandiram o romantismo como uma tendência de espírito para além de somente uma categoria histórica.

Friedrich Schlegel foi o mais influente teórico da arte romântica, avançando uma agenda literária que buscava dar ao romantismo um caráter universal e progressivo. Com o termo "poesia romântica", é provável que se referisse a todas as artes, não apenas as literárias, e também há evidência de que nisso incluiria a música. Ele escreveu no fragmento 116 da Athenaeum:
"A poesia romântica é uma poesia progressiva e universal. Seu objetivo não é apenas reunir todas as espécies separadas de poesia e colocar a poesia em contato com a filosofia e a retórica. Ela tenta e deve misturar e fundir poesia e prosa, inspiração e crítica, a poesia da arte e a poesia da natureza (...) Outras poesias estão acabadas e já podem ser plenamente analisadas. A poesia romântica ainda está em estado de devir, essa é, de fato, a sua verdadeira essência: que deva estar sempre se tornando e nunca se encontra perfeita. Não pode ser esgotada por nenhuma teoria e apenas uma crítica divinatória ousaria tentar caracterizar seu ideal. Só ela é infinita, assim como só ela é livre."
Em 1797, havia escrito ao seu irmão August: "Mal posso enviar-lhe a minha explicação da palavra romântico (romantisch), porque ocuparia―125 páginas!". Em sua obra pré-romântica, Schlegel já criticava o caráter de desencantamento do mundo que adveio com a racionalidade da cultura moderna, porém depois reconsiderou que essa racionalidade possibilitava a criação de uma nova literatura e de um olhar que considerasse o mistério, a magia e o encantamento da natureza. As características modernas como a fragmentação e o estar inacabado evocavam, segundo ele, um anseio constante por uma infinitude; para ele, a literatura romântica tem como marca principal a ironia, que, sinuosa ao provocar tensões e oscilações, aponta ao "senso de infinito" e ao desconhecido. Isso leva a poesia romântica a ser "fiel aos fatos e verdadeiro no reino do visível e cheia de significado secreto e relação com o invisível’". Em um fragmento, afirma que o texto romântico deve "tentar (...) encantar a mente". Friedrich escreveu depois em seu ensaio de 1800 Gespräch über die Poesie ("Diálogo sobre Poesia"): "Procuro e encontro o romântico entre os modernos mais antigos, em Shakespeare, em Cervantes, na poesia italiana, naquela era de cavalaria, amor e fábula, do qual deriva o fenômeno e a própria palavra".
August Schlegel tentou demonstrar que havia um tipo caracteristicamente moderno de poesia que não era influenciada pela Antiguidade. Ele descrevia a poesia romântica como universal, imutável e imortal, e que uma característica definidora era seu apelo ao cristianismo ao invés de uma orientação à mitologia clássica. August foi nisso muito influente e realizou palestras públicas entre 1798 e 1808, afirmando a existência de um discurso ou cultura romântica. Seu conceito de "moderno" abrangia desde autores da Idade Média como Dante e Petrarca, até aos mais modernos em sentido estrito, incluindo Shakespeare, Milton, Rousseau e Goethe. O romantismo foi delimitado por ele com uma relação de contraste, e, por defender o potencial coesivo do cristianismo, acabou por infundir um teor psicológico e espiritual à estética romântica, de anseio pelo infinito.

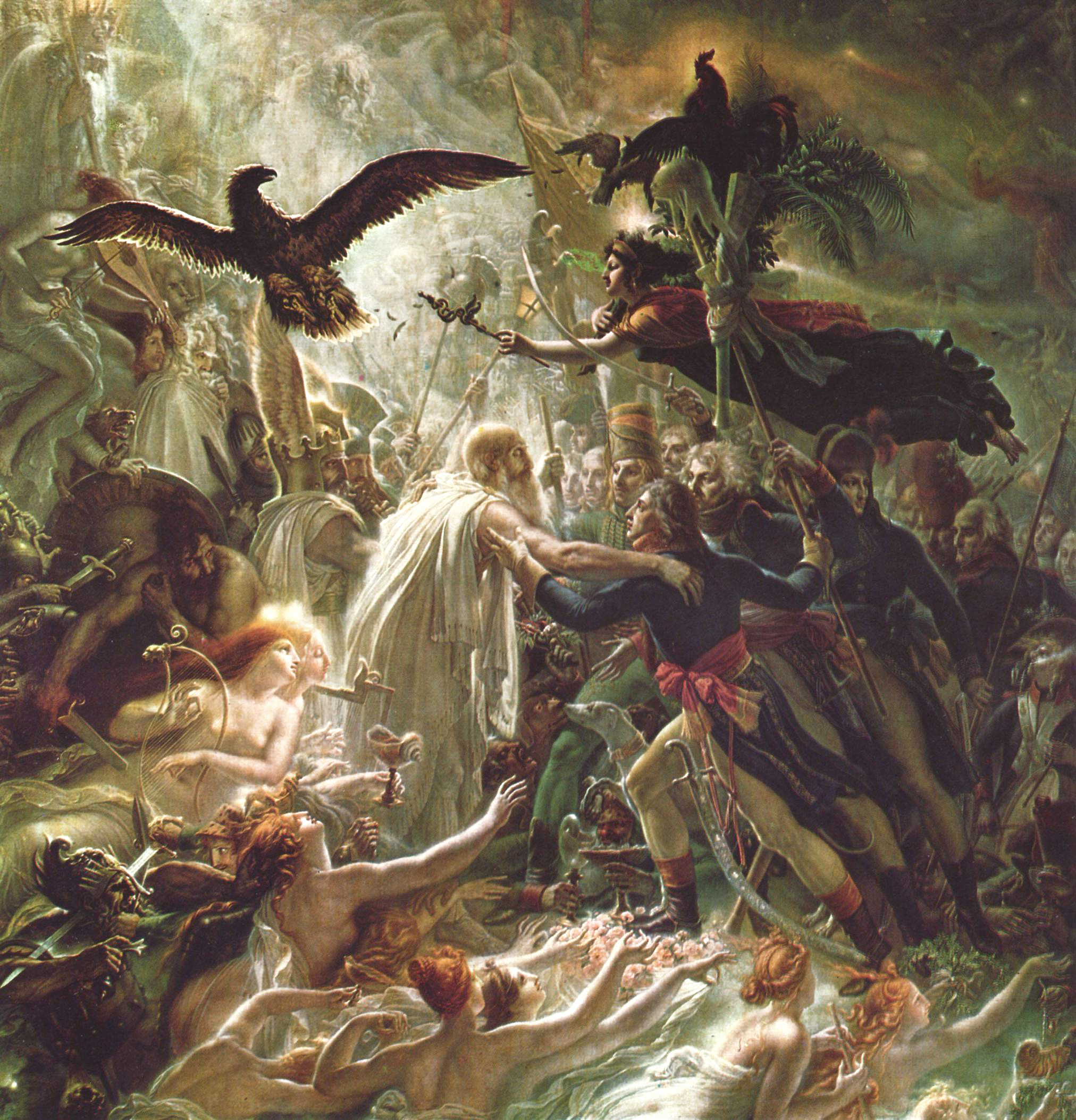
Anne-Louis Girodet de Roussy-Trioson, Ossian recebendo os fantasmas dos heróis franceses (1800–02). Musée national de Malmaison et Bois-Préau, Château de Malmaison

Mas houve outras influências não clássicas formadoras do romantismo para além do foco sobre a Idade Média e o cristianismo, e uma grande contribuição e característica definidora do romantismo a partir desses expoentes foi também a divulgação do exótico. Isso adveio com as visões historicistas dos Schlegel, Herder e Goethe, os quais buscaram a literatura e tradições nacionais de outros países que não se originaram de fontes clássicas gregas. Assim, valorizou-se o folclore de baladas, poetas provençais, sagas mitológicas como a dos Nibelungos e a Edda e textos em vernáculo romântico, que influenciaram todo o corpo de produções românticas. Na fase do Sturm und Drang de Goethe, por exemplo, o wertherismo propagou uma onda de ossianismo na Europa, em que as narrativas de Ossian por James Macpherson serviam de contrapeso a Homero; ao mesmo tempo, o wertherismo promoveu ondas de Rousseau e Shakespeare. O romantismo teve papel importante no reconhecimento do valor de produções do Oriente, como em traduções de obras sânscritas.
A dicotomia de clássico-romântico foi posteriormente popularizada pela Madame de Staël na década de 1810 e se difundiu pela França, Itália, Espanha, Portugal, Polônia, Rússia e Inglaterra. A "poesia da perfeição" clássica foi oposta ao estilo fragmentário, progressivo e ilimitado sem uma conclusão polida. Apoiadores como Stendhal, na década de 1820, defenderiam o romantismo como presente em todos os tempos: um eterno impulso renovador e imaginativo em contraste a um eterno tradicionalismo.

No início do século XIX, seus autores não se chamavam de românticos; eles frequentemente referiam a si mesmos como uma "escola" diferente, ou "nova escola". Friedrich Schlegel e Novalis faziam menção à sua visão de mundo usando o verbo "romantizar" (em alemão: romantisieren), cuja criação geralmente é creditada a Novalis. Ele escreveu num fragmento em 1800:
"O mundo deve ser romantizado. Assim, pode-se encontrar o significado original novamente. Romantizar nada mais é do que uma exponenciação qualitativa. Nessa operação, o eu inferior é identificado com um eu superior. Assim como nós mesmos somos, como tal, uma série de potências qualitativas. Esta operação é ainda totalmente desconhecida. Ao dar ao comum um significado superior, ao ordinário um olhar misterioso, ao conhecido a dignidade do desconhecido, ao finito a aparência do infinito, assim eu o romantizo―A operação para o superior, desconhecido, místico, infinito é invertida―isto será logaritmizado por meio dessa conexão―Ela assume uma expressão familiar. Filosofia romântica. Lingua romana. Alternando elevação e rebaixamento."
Mas Novalis já fizera uso também em 1798 da forma substantiva die Romantik para uma ciência própria desse espírito romântico, tal qual outras ciências como a física. Esse substantivo foi utilizado em 1804 por Jean Paul Richter para caracterizar alguns escritores. Em 1808, Voss e Baggesen chamariam outros escritores de Romantiker com tom de insulto, enquanto Brentano e Arnim assumiriam vocalmente esse título. Ludwig Tieck, em carta de 1813, ressente ser chamado de "chefe da assim chamada Escola Romântica".

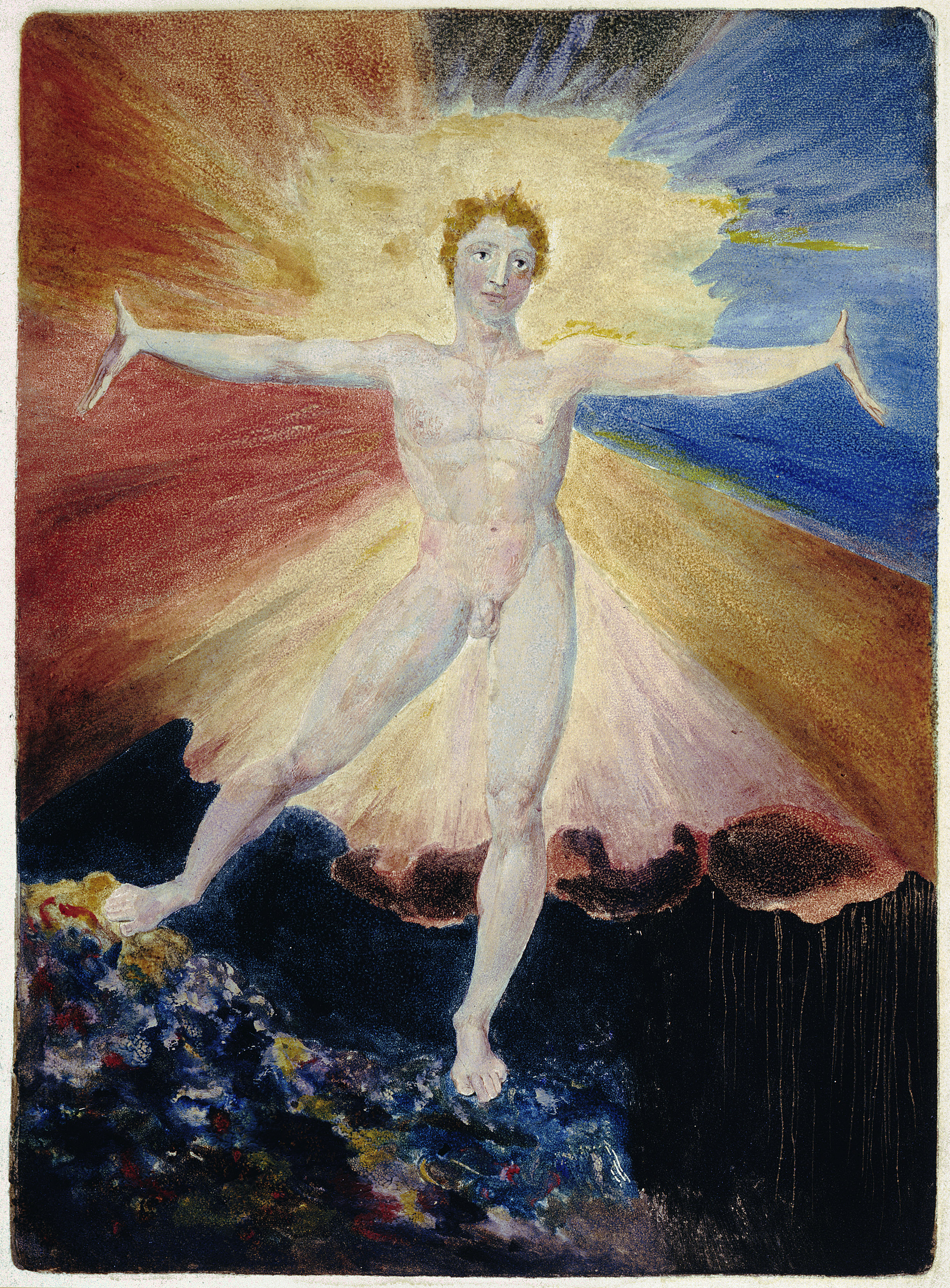
William Blake, Albion Ergueu-se, 1794–95

O historiador literário Bouterwek menciona em 1819: "a nova escola que, por falta de outro nome, pode ser chamada de romântica", talvez o primeiro reconhecimento explícito de um especialista aos "Romantiker" como um grupo literário definido à parte; pouco depois, um crítico de arte francês também denominaria a nova escola de "Escola Romântica" em referência a pintores. O termo ganhou aderência por volta dessa época em diversos países para se referir também a outros artistas como músicos, além de filósofos e cientistas. Mas em direção à metade do século XIX, ganhou conotação negativa, com o romantismo sendo considerado por vezes reacionário. Passou a ser objeto de diversas sátiras, como por Heinrich Heine, que escreveu em 1836 o livro A Escola Romântica. Em 1824, a Academia Francesa tomara a medida totalmente ineficaz de emitir um decreto condenando o romantismo na literatura. Diferentes tendências que interpretavam o significado do romantismo tanto de forma positiva quanto negativa continuariam no século XIX, até ser universalmente reconhecido em seu valor histórico e conceitual como um campo estético e filosófico por estudos acadêmicos a partir do início do século XX.
O início do romantismo inglês é frequentemente demarcado com o prefácio às Baladas Líricas escrito em 1800 por Wordsworth, mas não se pode negar as contribuições anteriores de William Blake. Em 1811, Coleridge deu palestras que popularizaram a distinção clássico-romântico de Schlegel. Já o início do romantismo francês é mais dificilmente identificado de forma consensual, muitos admitindo a data de 1830 com o escândalo em torno do Hernani de Victor Hugo, devido ao seu caráter de manifesto.

## Contexto histórico

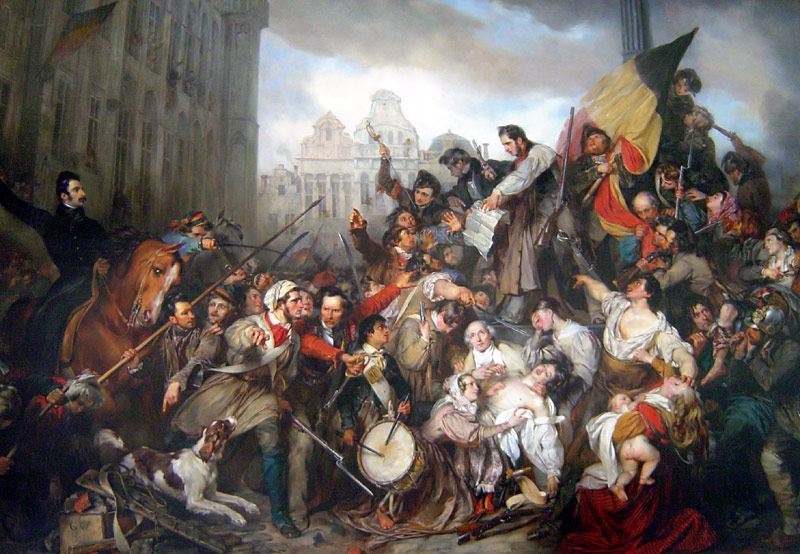
A Revolução Belga, por Gustaf Wappersde Wappers, nos Museus Reais de Belas-Artes da Bélgica.

O culto à natureza e à imaginação já havia começado com os escoceses no século XIII, quando surgiram as primeiras histórias de cavaleiros e donzelas, em verso. Nessa época, as narrativas eram chamadas de romance, palavra que deriva do advérbio latino romanice, que significa "na língua de Roma".
Algumas características típicas do romantismo já podem ser rastreadas nas obras de Isabella di Morra, que se separou da poesia amorosa petrarquista do século XVI, afligida pela solidão a que foi forçada e que a acompanhará até sua morte trágica.
A origem do que viria a ser conhecido como "romantismo", no entanto, fora plantada no século XVII, quando o "espírito clássico" começaria a ser contestado na Grã-Bretanha.
O romantismo surgiu na Europa em uma época em que o ambiente intelectual era de grande rebeldia. Na política, caíam sistemas de governo despóticos e surgia o liberalismo político (não confundir com o liberalismo econômico do século XX). No campo social imperava o inconformismo. No campo artístico, o repúdio às regras. A Revolução Francesa é o clímax desse século de oposição.
Alguns autores neoclássicos já nutriam um sentimento mais tarde dito romântico antes de seu nascimento de fato, sendo assim chamados pré-românticos. Nesta classificação encaixam-se Francisco Goya e Bocage.
O romantismo surge inicialmente naquela que futuramente seria a Alemanha e na Inglaterra. Na Alemanha, o romantismo, teria, inclusive, fundamental importância na unificação germânica com o movimento Sturm und Drang. Depois, foi avançado pelo romantismo inicial de Jena (Frühromantik).
O romantismo viria a se manifestar de forma bastante variada nas diferentes artes e marcaria, sobretudo, a literatura e a música (embora ele só venha a se manifestar realmente aqui mais tarde do que em outras artes). À medida que a escola foi sendo explorada, foram surgindo críticos à sua demasiada idealização da realidade. Destes críticos surgiu o movimento que daria forma ao realismo.
No Brasil, o romantismo coincidiu com a Independência política do Brasil em 1822, com o Primeiro reinado, com a Guerra do Paraguai e com a campanha abolicionista.

## Características
Segundo Jacques Barzun, existiram três gerações de artistas românticos. A primeira emergiu entre 1790-1800, a segunda na década de 1820, e a terceira mais tarde nesse mesmo século.
- 1.ª geração — As características centrais do romantismo viriam a ser o lirismo, o subjetivismo, o sonho de um lado, o exagero, a busca pelo exótico e pelo inóspito de outro. Também destacam-se o nacionalismo, presente da coletânea de textos e documentos de caráter fundacional e que remetam para o nascimento de uma nação, fato atribuído à época medieval, a idealização do mundo e da mulher e a depressão por essa mesma idealização não se materializar, assim como a fuga da realidade e o escapismo. A mulher era uma musa, ela era amada e desejada mas não era tocada.
- 2.ª geração — Posteriormente também seriam notados o pessimismo e um certo gosto pela morte, religiosidade e naturalismo. A mulher era alcançada mas a felicidade não era atingida.
- 3.ª geração — Seria a fase de transição para outra corrente literária, o realismo, a qual denuncia os vícios e males da sociedade, mesmo que o faça de forma enfatizada e irônica (vide Eça de Queirós), com o intuito de pôr a descoberto realidades desconhecidas que revelam fragilidades. A mulher era idealizada e acessível.

### Individualismo
Os românticos libertam-se da necessidade de seguir formas reais de intuito humano, abrindo espaço para a manifestação da individualidade, muitas vezes definida por emoções e sentimentos.

### Subjetivismo
O romancista trata dos assuntos de forma pessoal, de acordo com sua opinião sobre o mundo. O subjetivismo pode ser notado através do uso de verbos na primeira pessoa. Trata-se sempre de uma opinião parcelada, dada por um indivíduo que baseia sua perspectiva naquilo que as suas sensações captam. Com plena liberdade de criar, o artista romântico não se acanha em expor suas emoções pessoais, em fazer delas a temática sempre retomada em sua obra.

### Idealização
Empolgado pela imaginação, o autor idealiza temas, exagerando em algumas de suas características. Dessa forma, a mulher é vista como uma virgem frágil, o índio é visto como herói nacional e a noção de pátria também é idealizada.

### Sentimentalismo exacerbado
Praticamente todos os poemas românticos apresentam sentimentalismo já que essa escola literária é movida através da emoção, sendo as mais comuns a saudade, a tristeza e a desilusão. Os poemas expressam o sentimento do poeta, suas emoções e são como o relato sobre uma vida.
O romântico analisa e expressa a realidade por meio dos sentimentos. E acredita que só sentimentalmente se consegue traduzir aquilo que ocorre no interior do indivíduo relatado. Emoção acima de tudo.

### Egocentrismo
Como o nome já diz, é a colocação do ego no centro de tudo. Vários artistas românticos colocam, em seus poemas e textos, os seus sentimentos acima de tudo, destacando-os na obra. Pode-se dizer, talvez, que o egocentrismo é um subjetivismo exagerado.

### Natureza interagindo com o eu lírico
A natureza, no romantismo, expressa aquilo que o eu-lírico está sentindo no momento narrado. A natureza pode estar presente desde as estações do ano, como formas de passagens, à tempestades, ou dias de muito sol. Diferentemente do Arcadismo, por exemplo, que a natureza é mera paisagem. No romantismo, a natureza interage com o eu-lírico. A natureza funciona quase como a expressão mais pura do estado de espírito do poeta.

### Grotesco e sublime
Há a fusão do belo e do feio, diferentemente do arcadismo, que visa a idealização do personagem principal, tornando-o a imagem da perfeição. Como exemplo, temos o conto de A Bela e a Fera, no qual uma jovem idealizada, se apaixona por uma criatura horrenda.

### Medievalismo
Alguns românticos se interessavam pela origem de seu povo, de sua língua e de seu próprio país. Na Europa, eles acharam no cavaleiro fiel à pátria um ótimo modo de retratar as culturas de seu país. Esses poemas passam-se em eras medievais e retratavam grandes guerras e batalhas.

### Indianismo
É o medievalismo "adaptado" ao Brasil. Como os brasileiros não tinham um cavaleiro para idealizar, os escritores adotaram o indígena como o ícone para a origem nacional e o colocam como um herói. O indianismo resgatava o ideal do "bom selvagem" (Jean-Jacques Rousseau), segundo o qual a sociedade corrompe o homem e o homem perfeito seria o índigena, que não tinha nenhum contato com a sociedade europeia.

### Byronismo
Inspirado na vida e na obra de Lord Byron, um poeta inglês. Estilo de vida boémio, voltado para vícios, bebida, fumo, podendo estar representado no personagem ou na própria vida do autor romântico. O byronismo é caracterizado pelo narcisismo, pelo egocentrismo, pelo pessimismo, pela angústia.

## Romantismo nas belas-artes

A Liberdade Guiando o Povo, por Eugène Delacroix, no Museu do Louvre.

Segundo Giulio Carlo Argan na sua obra Arte moderna, o romantismo e o neoclassicismo são simplesmente duas faces de uma mesma moeda. Enquanto o neoclássico busca um ideal sublime, objetivando o mundo, o romântico faz o mesmo, embora tenda a subjetivar o mundo exterior. Os dois movimentos estão interligados, portanto, pela idealização da realidade (mesmo que com resultados diversos).
As primeiras manifestações românticas na pintura ocorreram quando Francisco Goya passou a pintar depois de começar a perder a audição. Um quadro de temática neoclássica como Saturno Devorando um Filho, por exemplo, apresenta uma série de emoções para o espectador que o fazem se sentir inseguro e angustiado. Goya cria um jogo de luz-e-sombra, linhas de composição diagonais e pinceladas "grosseiras" de forma a acentuar a situação dramática representada. Apesar de Goya ter sido um acadêmico, o romantismo somente chegaria à Academia mais tarde.
O francês Eugène Delacroix é considerado um pintor romântico por excelência. Sua tela A Liberdade Guiando o Povo reúne o vigor e o ideal românticos em uma obra que estrutura-se em um turbilhão de formas. O tema são os revolucionários de 1830 guiados pelo espírito da Liberdade (retratados aqui por uma mulher carregando a bandeira da França). O artista coloca-se metaforicamente como um revolucionário ao se retratar em um personagem da turba, apesar de olhar com uma certa reserva para os acontecimentos (refletindo a influência burguesa no romantismo). Esta é provavelmente a obra romântica mais conhecida.
A busca pelo exótico, pelo inóspito e pelo selvagem formaria outra característica fundamental do romantismo. Exaltavam-se as sensações extremas, os paraísos artificiais, a natureza em seu aspecto mais bruto. Lançar-se em "aventuras" ao embarcar em navios com destino aos polos, por exemplo, tornou-se uma forma de inspiração para alguns artistas. O pintor inglês William Turner refletiu este espírito em obras como Mar em tempestade onde o retrato de um fenômeno da Natureza é usado como forma de atingir os sentimentos supracitados.
Géricault é outro dos grandes nomes do romantismo na pintura. A sua obra A Jangada da Medusa, pintada por volta de 1819, com a mistura entre os elementos barrocos, o naturalismo e o dramatismo pessoal das personagens, é uma das mais célebres pinturas do movimento romântico.

## Romantismo na literatura

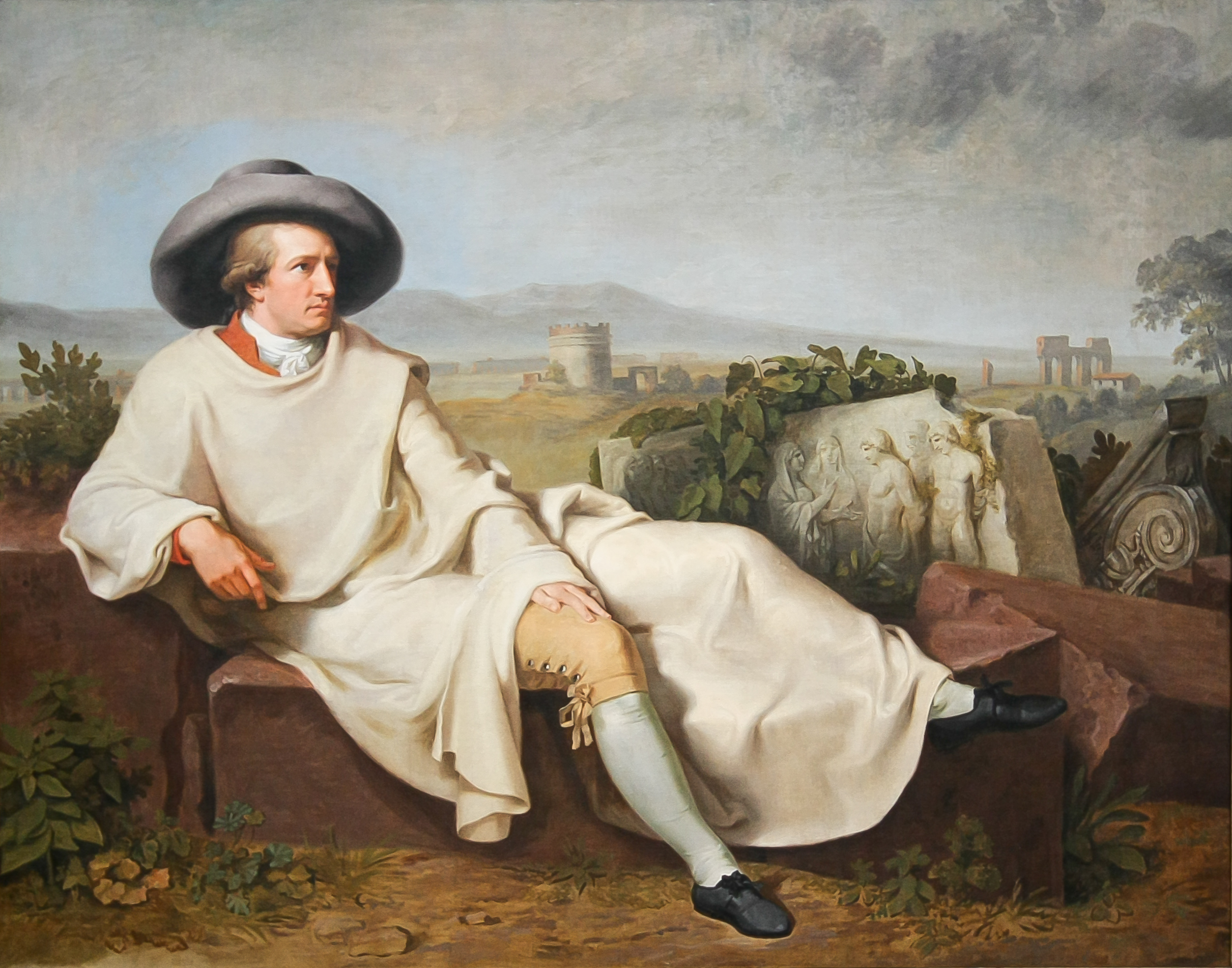
Goethe na Itália por Johann Heinrich Wilhelm Tischbein, no Städel.

O romantismo surge na literatura quando os escritores trocam o mecenato aristocrático pelo editor, precisando assim cativar um público leitor. Esse público estará entre os pequenos burgueses, que não estavam ligados aos valores literários clássicos e, por isso, apreciariam mais a emoção do que a sutileza das formas do período anterior. A história do romantismo literário é bastante controversa.
Em primeiro lugar, as manifestações em poesia e prosa popular na Inglaterra são os primeiros antecedentes, embora sejam consideradas "pré-românticas" em sentido lato. Os autores ingleses mais conhecidos desse pré-romantismo "extra-oficial" são William Blake (cujo misticismo latente em The Marriage of Heaven and Hell - O Casamento do Céu e Inferno, 1793 atravessará o romantismo até o simbolismo) e Edward Young (cujos Night Thoughts - Pensamentos Noturnos, 1742, re-editados por Blake em 1795, influenciarão o ultrarromantismo), ao lado de James Thomson, William Cowper e Robert Burns. O romantismo "oficial" é reconhecido nas figuras de Coleridge e Wordsworth (Lyrical Ballads - Baladas Líricas, 1798), fundadores; Lord Byron (Childe Harold's Pilgrimage, Peregrinação de Childe Harold, 1818), Shelley (Hymn to Intellectual Beauty - Hino à Beleza Intelectual, 1817) e Keats (Endymion, 1817), após o Romantismo de Jena.
Em segundo lugar, os alemães procuraram renovar sua literatura através do retorno à natureza e à essência humana, com assídua recorrência ao "pré-romantismo extra-oficial" da Inglaterra. Esses escritores alemães formaram os movimentos Empfindsamkeit ("Sentimentalismo") e Sturm und Drang ("Tempestade e Ímpeto"), donde surge então, mergulhado no sentimentalismo, o pré-romantismo "oficial", isto é, conforme as convenções historiográficas. Goethe (Die Leiden des Jungen Werther - Os Sofrimentos do Jovem Werther, 1774), Schiller (An die Freude - "Ode à Alegria", 1785) e Herder (Auszug aus einem Briefwechsel über Ossian und die Lieder alter Völker - "Extrato da correspondência sobre Ossian e as canções dos povos antigos", 1773) formam a Tríade. Alguns jovens alemães, como Schegel e Novalis, com novos ideais artísticos, afirmam que a literatura, enquanto arte literária, precisa expressar não só o sentimento como também o pensamento, fundidos na ironia e na auto-reflexão. Era o "romantismo de Jena", o único romantismo autêntico em nível internacional.
Em terceiro lugar, a difusão europeia do romantismo tomou como românticas as formas pré-românticas da Inglaterra e da Alemanha, privilegiando, portanto, apenas o sentimentalismo em detrimento da complicada reflexão do romantismo de Jena. Por isso, mundialmente, o romantismo é uma extensão do pré-romantismo. Assim, na França, destacam-se Stendhal, Hugo e Musset; na Itália Leopardi e Alessandro Manzoni; em Portugal Garrett e Herculano; na Espanha Espronceda e Zorilla.
Tendo o liberalismo como referência ideológica, o romantismo renega as formas rígidas da literatura, como versos de métrica exata. O romance se torna o gênero narrativo preferencial, em oposição à epopeia. É a superação da retórica, tão valorizada pelos clássicos.
Os aspectos fundamentais da temática romântica são o historicismo e o individualismo. O historicismo está representado nas obras de Walter Scott (Inglaterra), Vitor Hugo (França), Almeida Garrett (Portugal), José de Alencar (Brasil), entre tantos outros. São resgates históricos apaixonados e saudosos ou observações sobre o momento histórico que atravessava-se àquela altura, como no caso de Balzac ou Stendhal (ambos franceses).
A outra vertente, focada no individualismo, traz consigo o culto do egocentrismo, vazado de melancolia e pessimismo (Mal do século). Pelo apego ao intimismo e a valores extremados, foram chamados de ultrarromânticos. Esses escritores como Byron, Alfred de Musset e Álvares de Azevedo beberam do Sturm und Drang alemão, perpetuando as fontes sentimentais.
O romantismo é um movimento que vai contra o avanço da modernidade em termos da intensa racionalização e mecanização. É uma crítica à perda das perspectivas que fogem àquelas correlacionadas à razão. Por parte o romantismo nos mostra como bases de vida o amor e a liberdade.

## Romantismo na música
As primeiras evidências do romantismo na música aparecem com Beethoven. Suas sinfonias, a partir da terceira, revelam uma música com temática profundamente pessoal e interiorizada, assim como algumas de suas sonatas para piano também, entre as quais é possível citar a Sonata Patética.
Outros compositores como Chopin, Tchaikovski, Felix Mendelssohn, Liszt, Grieg e Brahms levaram ainda mais adiante o ideal romântico de Beethoven, deixando o rigor formal do classicismo para escreverem músicas mais de acordo com suas emoções.
Na ópera, os compositores mais notáveis foram Verdi e Wagner. O primeiro procurou escrever óperas, em sua maioria, com conteúdo épico ou patriótico — entre as quais as óperas Nabucco, Les vêpres siciliennes, I Lombardi nella Prima Crociata — embora tenha escrito também algumas óperas baseadas em histórias de amor como La Traviata; O segundo enfocava histórias mitológicas germânicas, caso da tetralogia do Anel do Nibelungo e outras óperas como Tristão e Isolda e O Holandês Voador, ou sagas medievais como Tannhäuser, Lohengrin e Parsifal. Mais tarde na Itália o romantismo na ópera se desenvolveu ainda mais com Puccini.

## Arquitetura
A arquitetura romântica surgiu no final do século XVIII como uma reação contra as formas rígidas da arquitetura neoclássica. A arquitetura romântica atingiu o seu auge em meados do século XIX e continuou a aparecer até ao final do século XIX. Foi criada para evocar uma reação emocional, seja o respeito pela tradição ou a nostalgia por um passado bucólico. Inspirada pela arquitetura da Idade Média, especialmente pela arquitetura gótica, foi fortemente influenciada pelo romantismo na literatura, particularmente pelos romances históricos de Victor Hugo e Walter Scott. Por vezes, deslocava-se para o domínio do ecletismo, com características reunidas de diferentes períodos históricos e regiões do mundo.
A arquitetura neogótica foi uma variante popular do estilo romântico, particularmente na construção de igrejas, catedrais e edifícios universitários. Exemplos notáveis incluem a conclusão da Catedral de Colónia na Alemanha, por Karl Friedrich Schinkel. A construção da catedral começou em 1248, mas foi interrompida em 1473. Os projectos originais para a fachada foram descobertos em 1840, e decidiu-se recomeçar. Schinkel seguiu o projeto original tanto quanto possível, mas também utilizou tecnologia de construção moderna, incluindo uma estrutura de ferro para o telhado. O edifício foi concluído em 1880.
Na Grã-Bretanha, exemplos notáveis incluem o Royal Pavilion em Brighton, uma versão romântica da tradicional arquitetura da Índia de John Nash (1815–1823), e as Casas do Parlamento em Londres, construídas em estilo neogótico por Charles Barry entre 1840 e 1876.Na Grã-Bretanha, exemplos notáveis incluem o Royal Pavilion em Brighton, uma versão romântica da arquitetura da Índia tradicional de John Nash (1815–1823), e as Casas do Parlamento em Londres, construídas em estilo neogótico por Charles Barry entre 1840 e 1876.
Em França, um dos primeiros exemplos de arquitetura romântica é o Hameau de la Reine, a pequena aldeia rústica criada no Palácio de Versalhes para a Rainha Maria Antonieta entre 1783 e 1785 pelo arquiteto real Richard Mique com a ajuda do pintor romântico Hubert Robert. Era constituído por doze estruturas, dez das quais ainda existem, ao estilo de aldeias da Normandia. Foi concebido para que a Rainha e as suas amigas se divertissem a brincar às camponesas, e incluía uma quinta com leitaria, um moinho, um boudoir, um pombal, uma torre em forma de farol de onde se podia pescar no lago, um miradouro, uma cascata e gruta, e uma cabana luxuosamente mobilada com sala de bilhar para a Rainha.
A arquitetura romântica francesa do século XIX foi fortemente influenciada por dois escritores; Victor Hugo, cujo romance O Corcunda de Notre Dame inspirou um ressurgimento do interesse pela Idade Média; e Prosper Mérimée, que escreveu romances românticos e contos famosos e foi também o primeiro chefe da comissão dos Monumentos Históricos de França, responsável por divulgar e restaurar (e por vezes romantizar) muitas catedrais e monumentos franceses profanados e arruinados após a Revolução Francesa. Os seus projetos foram realizados pelo arquiteto Eugène Viollet-le-Duc. Estas incluíram o restauro (por vezes criativo) da Catedral de Notre Dame de Paris, da cidade fortificada de Carcassonne e do Château de Pierrefonds medieval inacabado.
O estilo romântico continuou na segunda metade do século XIX. O Palais Garnier, a ópera de Paris projetada por Charles Garnier era uma combinação altamente romântica e eclética de estilos artísticos. Outro exemplo notável do romantismo do final do século XIX é a Basílica do Sacré-Cœur de Paul Abadie, que se inspirou no modelo da arquitetura bizantina para as suas cúpulas alongadas (1875–1914).

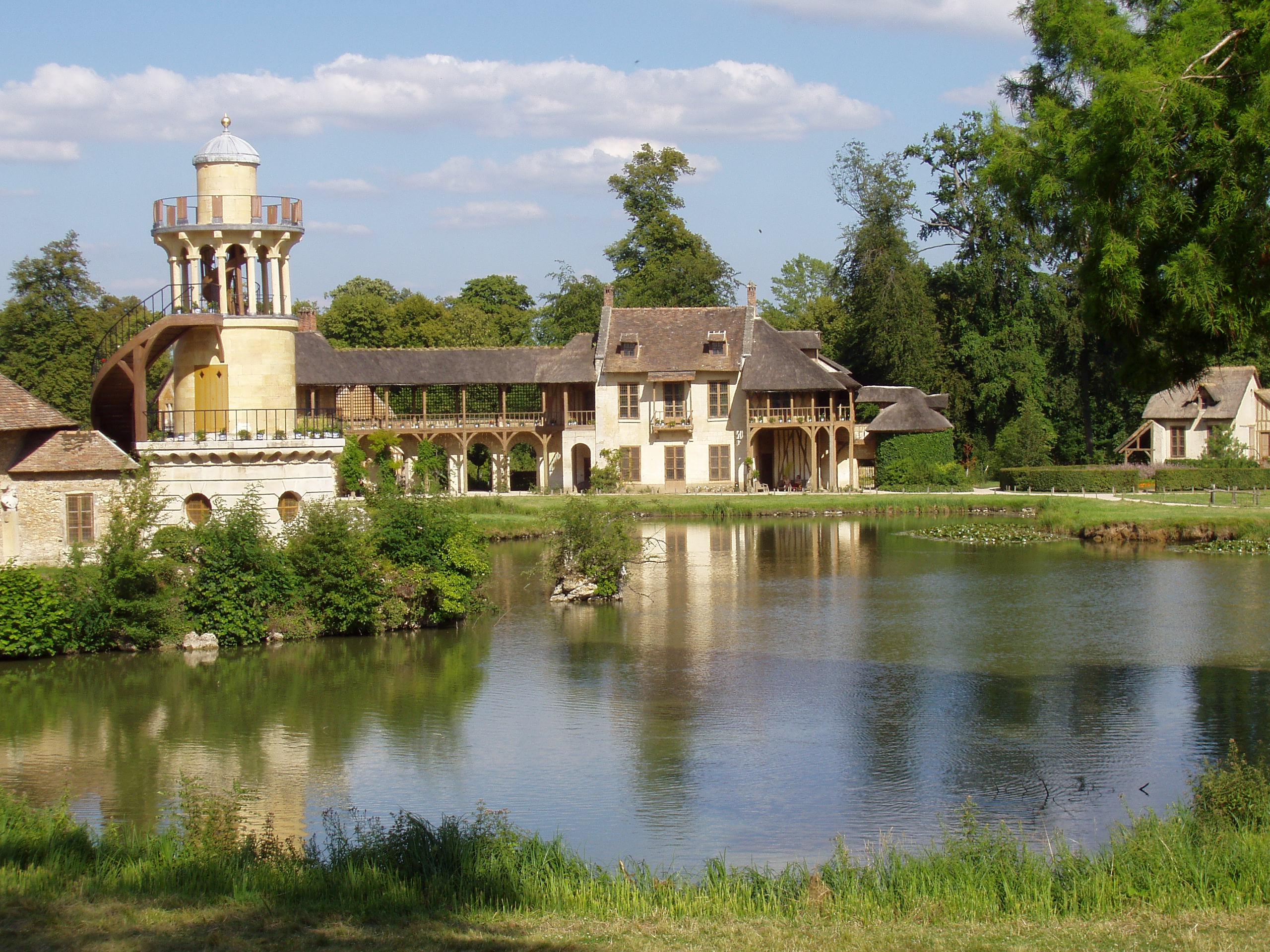
Hameau de la Reine, Palácio de Versalhes (1783–1785)
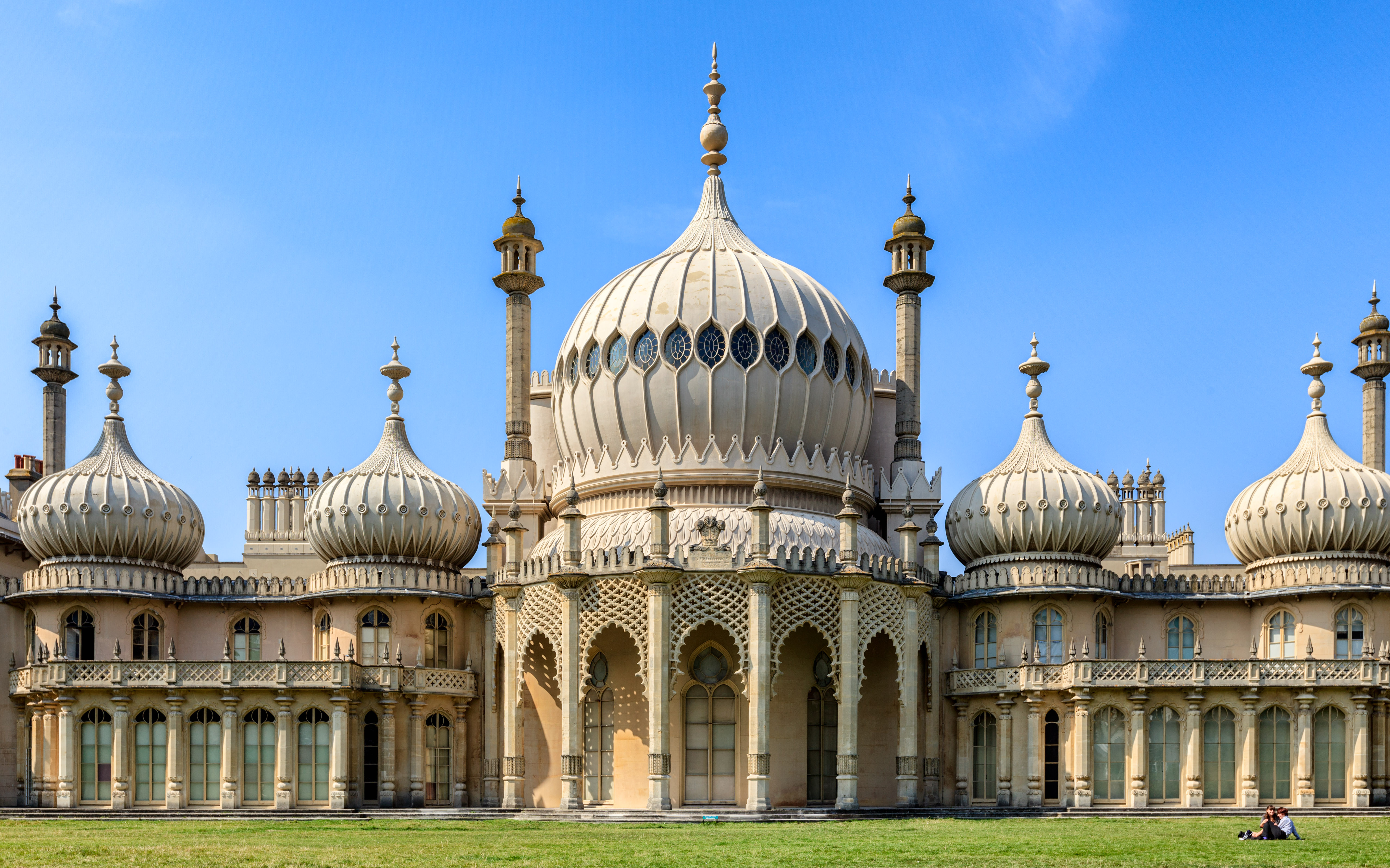
Royal Pavilion em Brighton por John Nash (1815–1823)
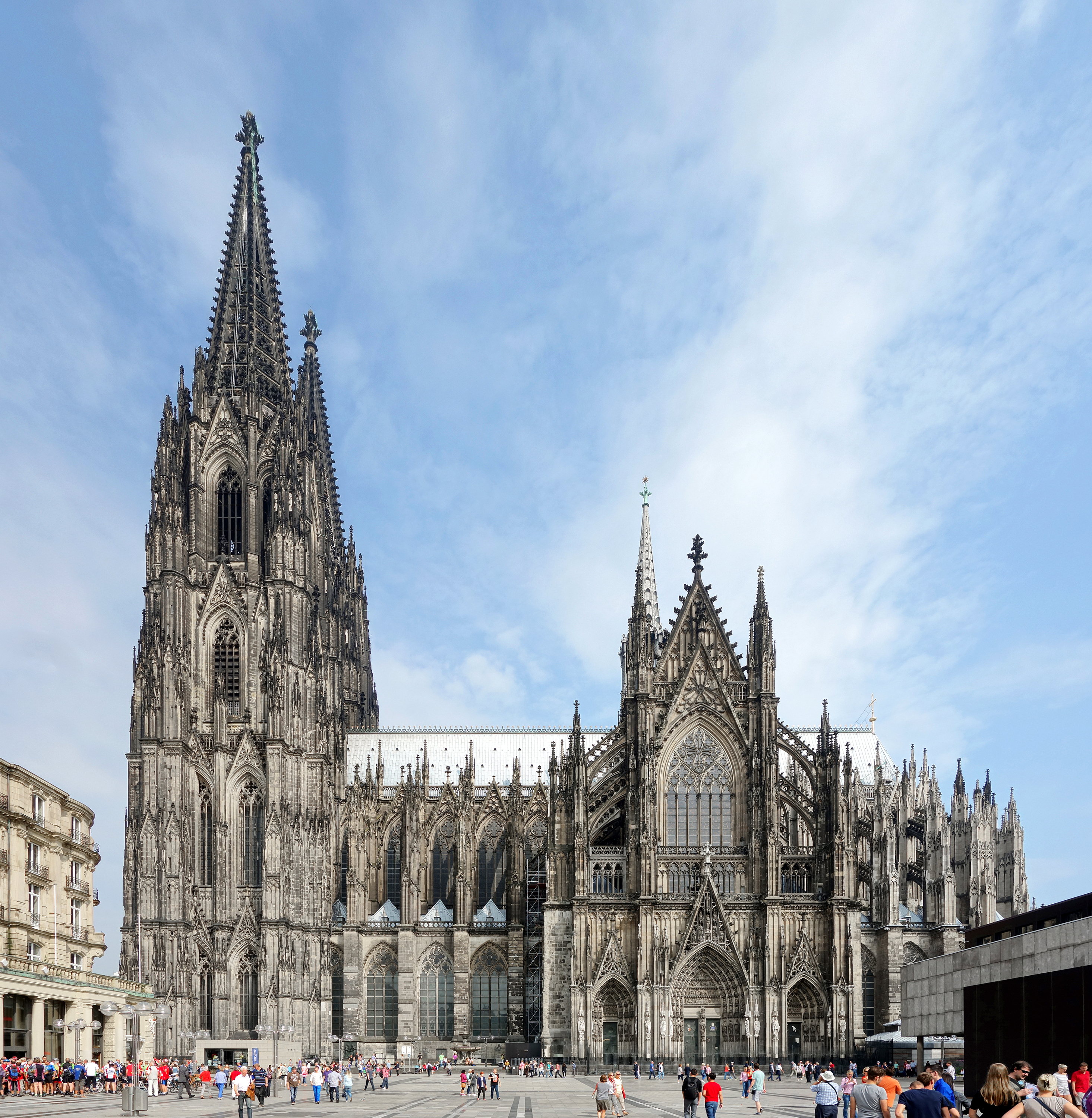
Catedral de Colónia (1840–1880)
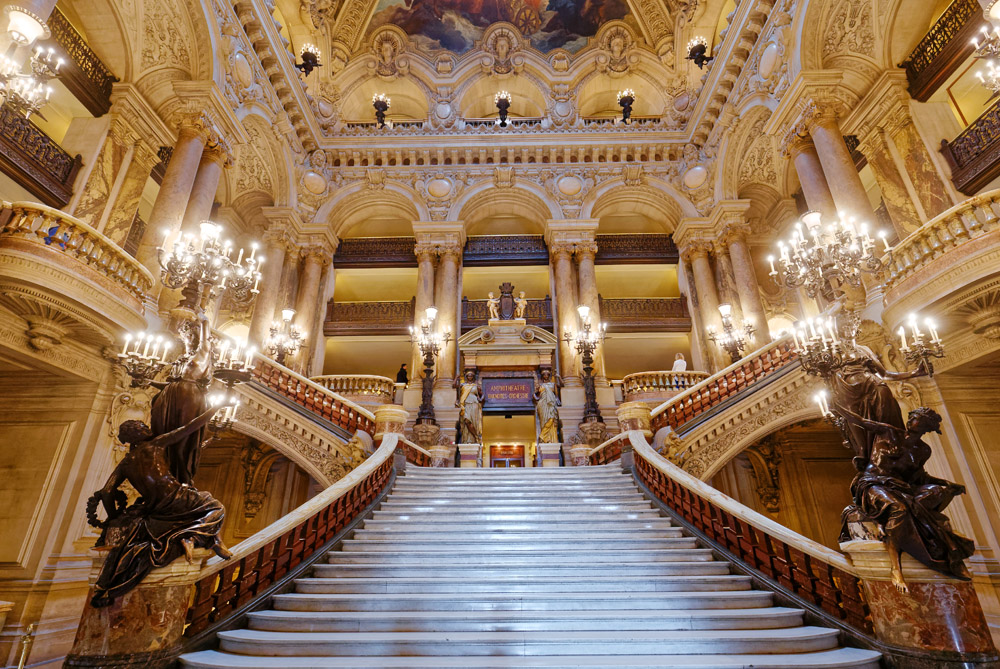
Grande Escadaria da Ópera de Paris de Charles Garnier (1861–1875)
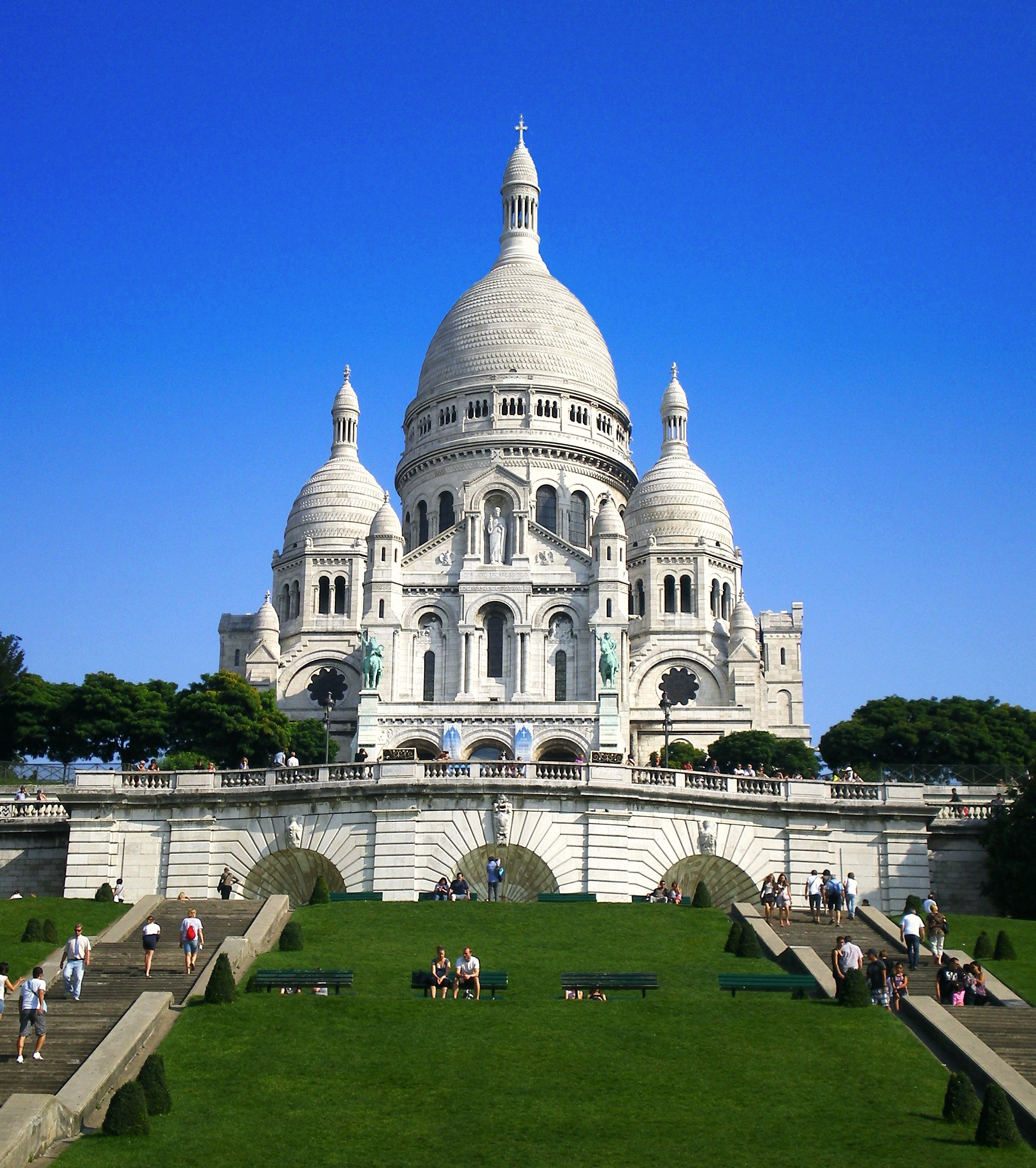
Basílica de Sacré Cœur por Paul Abadie (1875–1914)

## Romantismo além das artes

### Ciências
O movimento romântico afetou a maioria dos aspectos da vida intelectual, e o romantismo e a ciência tiveram uma ligação poderosa, especialmente no período 1800-1840. Muitos cientistas foram influenciados por versões da Naturphilosophie de Johann Gottlieb Fichte, Friedrich Wilhelm Joseph von Schelling e Georg Wilhelm Friedrich Hegel e outros, e sem abandonar o empirismo buscaram no seu trabalho descobrir o que tendiam a acreditar ser uma Natureza unificada e orgânica. O cientista inglês Sir Humphry Davy, um proeminente pensador romântico, disse que compreender a natureza exigia "uma atitude de admiração, amor e adoração, [...] uma resposta pessoal". Ele acreditava que o conhecimento só era alcançável por quem realmente apreciava e respeitava a natureza. O autoentendimento foi um aspecto importante do romantismo. Tinha menos a ver com provar que o homem era capaz de compreender a natureza (através do seu intelecto em desenvolvimento) e, portanto, de controlá-la, e mais a ver com o apelo emocional de se conectar com a natureza e entendê-la através de uma coexistência harmoniosa.

### Historiografia
A escrita da história foi fortemente, e muitos diriam prejudicialmente, influenciada pelo romantismo. Na Inglaterra, Thomas Carlyle foi um ensaísta altamente influente que se tornou historiador; ele inventou e exemplificou a frase "adoração de heróis", esbanjando elogios em grande parte acríticos a líderes fortes como Oliver Cromwell, Frederico, o Grande e Napoleão. O nacionalismo romântico teve um efeito amplamente negativo na escrita da história no século XIX, pois cada nação tendia a produzir a sua própria versão da história, e a atitude crítica, até mesmo o cinismo, dos historiadores anteriores foi frequentemente substituída por uma tendência para criar histórias românticas. com heróis e vilões claramente distintos.

### Teologia
Para isolar a teologia do cientificismo ou do reducionismo na ciência, os teólogos alemães pós-iluministas do século XIX desenvolveram uma concepção modernista ou assim chamada liberal do cristianismo, liderada por Friedrich Schleiermacher e Albrecht Ritschl. Eles adotaram a abordagem romântica de enraizar a religião no mundo interior do espírito humano, de modo que é o sentimento ou a sensibilidade de uma pessoa sobre questões espirituais que compreende a religião.

## Romantismo em Portugal
Teve como marco inicial a publicação do poema "Camões", de Almeida Garrett, em 1825, e durou cerca de 40 anos terminando por volta de 1865 com a Questão Coimbrã.
A primeira geração do romantismo em Portugal vai de 1825 a 1840. Seus principais autores são Almeida Garrett, Alexandre Herculano, Antônio Feliciano de Castilho. A segunda geração, ultrarromântica, de 1840 a 1860 e tem como principais autores, Camilo Castelo Branco e Soares de Passos. A terceira geração, pré-realista, de 1860 a 1870, aproximadamente, teve como principais autores Júlio Dinis e João de Deus.

## Romantismo no Brasil
De acordo com o tema principal, os romances no Brasil podem ser classificados como indianistas, urbanos ou históricos e regionalistas.
No romance indianista, o índio era o foco da literatura, pois era considerado uma autêntica expressão da nacionalidade, e era altamente idealizado. Como um símbolo da pureza e da inocência, representava o homem não corrompido pela sociedade, o não capitalista, além de assemelhar-se aos heróis medievais, fortes e éticos. Junto com tudo isso, o indianismo expressava os costumes e a linguagem indígenas, cujo retrato fez de certos romances excelentes documentos históricos.
Os romances urbanos tratam da vida na capital e relatam as particularidades da vida cotidiana da burguesia, cujos membros se identificavam com os personagens. Os romances faziam sempre uma crítica à sociedade através de situações corriqueiras, como o casamento por interesse ou a ascensão social a qualquer preço.
Por fim, o romance regionalista propunha uma construção de texto que valorizasse as diferenças étnicas, linguísticas, sociais e culturais que afastavam o povo brasileiro da Europa, e caracterizava-os como uma nação. Os romances regionalistas criavam um vasto panorama do Brasil, representando a forma de vida e individualidade da população de cada parte do país. A preferência dos autores era por regiões afastadas de centros urbanos, pois estes estavam sempre em contato com a Europa, além de o espaço físico afetar suas condições de vida.
A primeira geração (nacionalista–indianista) era voltada para a natureza, o regresso ao passado histórico e ao medievalismo. Cria um herói nacional na figura do índio, de onde surgiu a denominação de geração indianista. O sentimentalismo e a religiosidade são outras características presentes. Entre os principais autores podemos destacar Gonçalves de Magalhães, Gonçalves Dias e Araújo Porto Alegre. Gonçalves de Magalhães foi o introdutor do romantismo no Brasil. Obras: Suspiros Poéticos e Saudades. Gonçalves Dias foi o mais significativo poeta romântico brasileiro. Obras: Canção do exílio e I-Juca-Pirama. Araújo Porto Alegre fundou com os outros dois a Revista Niterói-Brasiliense.
Entre as principais características da primeira geração romântica no Brasil estão: o nacionalismo ufanista, o indianismo, o subjetivismo, a religiosidade, o brasileirismo (linguagem), a evasão do tempo e espaço, o egocentrismo, o individualismo, o sofrimento amoroso, a exaltação da liberdade, a expressão de estados de alma, emoções e sentimentalismo.
A segunda geração, também conhecida como Byroniana e Ultrarromantismo, recebeu a denominação de mal do século pela sua característica de abordar temas obscuros como a morte, amores impossíveis e a escuridão.
Entre seus principais autores estão Álvares de Azevedo, Casimiro de Abreu, Fagundes Varela, Junqueira Freire e Pedro de Calasans. Álvares de Azevedo fazia parte da sociedade epicuréia destinada a repetir no Brasil a existência boêmia de Byron. Obras: Pálida à Luz, Soneto, Lembranças de Morrer, Noite na Taverna. Casimiro de Abreu escreveu As Primaveras, Poesia e amor, etc. Fagundes Varela, embora byroniano, já tinha em sua poesia algumas características da terceira geração do romantismo. Junqueira Freire, com estilo dividido entre a homossexualidade e a heterossexualidade, demonstrava as idiossincrasias da religião católica do século XIX.
Já as principais características da segunda geração foram o profundo subjetivismo, o egocentrismo, o individualismo, a evasão na morte, o saudosismo (lamentação) — em Casimiro de Abreu, por exemplo, o pessimismo, o sentimento de angústia, o sofrimento amoroso, o desespero, o satanismo e a fuga da realidade.
Por fim há a terceira geração, conhecida também como geração Condoreira, simbolizada pelo condor, uma ave que costuma construir seu ninho em lugares muito altos e tem visão ampla sobre todas as coisas, ou hugoniana, referente ao escritor francês Victor Hugo, grande pensador do social e influenciador dessa geração.
Os destaques desta geração foram Castro Alves, Sousândrade e Tobias Barreto. Castro Alves, denominado "Poeta dos Escravos", o mais expressivo representante dessa geração com obras como "Espumas Flutuantes" e "Navio Negreiro". Sousândrade não foi um poeta muito influente, mas tem uma pequena importância pelo descritivismo de suas obras. Tobias Barreto é famoso pelos seus poemas românticos.
As principais características são o erotismo, a mulher vista com virtudes e pecados, o abolicionismo, a visão ampla e conhecimento sobre todas as coisas, a realidade social e a negação do amor platônico, com a mulher podendo ser tocada e amada.
Essas três gerações citadas acima apenas se aplicam para a poesia romântica, pois a prosa no Brasil não foi marcada por gerações, e sim por estilos de textos — indianista, urbano ou regional — que aconteceram todos simultaneamente.
No país, entretanto, o romantismo perdurará até à década de 1880. Com a publicação de Memórias Póstumas de Brás Cubas, por Machado de Assis, em 1881, ocorre formalmente a passagem para o período realista.

### Principais escritores românticos brasileiros
- Gonçalves Dias: principal poeta romântico e uns dos melhores da língua portuguesa, nacionalista, autor da famosa "Canção do Exílio", da nem tão famosa "I-Juca-Pirama" e de muitos outros poemas.
- Álvares de Azevedo: o maior romântico da Segunda Geração Romântica; autor de "Lira dos Vinte Anos"', "Noite na Taverna" e "Macário".
- Castro Alves: grande representante da Geração Condoeira, escreveu, principalmente, poesias abolicionistas como "O Navio Negreiro".
- Joaquim Manuel de Macedo, romancista urbano escreveu "A Moreninha" e também "O Moço Loiro".
- José de Alencar, principal romancista romântico. Romances urbanos: "Lucíola"; "A Viuvinha"; "Cinco Minutos"; "Senhora". Romances regionalistas: "O Gaúcho", "O Sertanejo", "O Tronco do Ipê". Romances históricos: "A Guerra dos Mascates"; "As Minas de Prata". Romances indianistas: "O Guarani", "Iracema" e o "Ubirajara".
- Manuel Antônio de Almeida: romancista urbano, precursor do realismo. Obras: "Memórias de um Sargento de Milícias".
- Bernardo Guimarães: considerado fundador do regionalismo. Obras: "A Escrava Isaura"; "O Seminarista"
- Franklin Távora: regionalista. Obra mais importante: "O Cabeleira".
- Visconde de Taunay: regionalista. Obra mais importante: "Inocência".
- Machado de Assis: estilo único, dotado de fase romântica e realista. Em sua fase romântica destacam-se "A Mão e a Luva" e "Helena". Ainda em tal fase, realizava análise psicológica e crítica social, mostrando-se atípico dentre os demais românticos.

### Demais artes
Apesar da produção literária ser predominantemente romântica, vive-se no país neste período um grande incentivo ao academicismo e ao neoclassicismo. O neoclássico foi o estilo oficial do Império do Brasil recém-proclamado e o grande centro das artes no país é a Escola Imperial de Belas Artes do Rio de Janeiro, lar do neoclassicismo no Brasil, sob influência direta da Missão francesa trazida pelo príncipe-regente D. João VI. Principais características: subjetivismo, evasão, erotismo, senso de mistério e religiosidade.